# Llegó tu hora
Llegó tu hora es un programa de televisión chileno de entrevista, producido por Televisión Nacional de Chile (TVN). Fue presentado por Juan Manuel Astorga (primera temporada), Gonzalo Ramírez (segunda temporada) y Karen Doggenweiler (tercera temporada). En época electoral, el programa se renombra como Candidato, llegó tu hora.
En el programa, doce personalidades de distintas áreas de la sociedad chilena, cada uno representando a una hora del reloj, hacen sus preguntas al entrevistado.

## Historia
En su primera temporada, fue llamado Candidato, llegó tu hora, pues sus entrevistados eran los candidatos a la elección presidencial de 2017, y fue presentado por Juan Manuel Astorga. Fue estrenado el 22 de octubre de 2017. En su primera etapa, consistió en ocho capítulos, cada día con un candidato presidencial diferente. Tras definirse los dos candidatos que pasaron al balotaje, Sebastián Piñera y Alejandro Guillier, se realizaron dos nuevos capítulos para invitarlos.
En su segunda temporada, su nombre cambió a Llegó tu hora. Fue estrenado el 24 de mayo de 2018, bajo la conducción de Gonzalo Ramírez. La última entrevista fue transmitida el 12 de diciembre del mismo año, y una semana después, se exhibió un programa resumen. El 28 de agosto de 2019, se anunció una tercera temporada, la cual se estrenó el 3 de octubre y contó con la conducción de Karen Doggenweiler. Finalizó el 19 de diciembre del mismo año.

## Panelistas
Los panelistas del espacio fueron:
| Panelista                  | Oficio/profesión                                                   | Temporadas | Temporadas | Temporadas | Temporadas |
| Panelista                  | Oficio/profesión                                                   | 2017       | 2018       | 2019       | 2021       |
| -------------------------- | ------------------------------------------------------------------ | ---------- | ---------- | ---------- | ---------- |
| Arturo Guerrero            | Comerciante y relacionador público de la Vega Central.             | Sí         | Sí         |            |            |
| Givens Laguerre            | Músico y empresario, exintegrante de Reggaeton Boys.               | Sí         |            |            |            |
| Marcela Vacarezza          | Psicóloga y presentadora de televisión.                            | Sí         | Sí         | Sí         |            |
| Denisse Malebrán           | Música, vocalista del grupo Saiko.                                 | Sí         | Sí         | Sí         |            |
| Bombo Fica                 | Humorista.                                                         | 1-8        |            |            |            |
| Nicolás Larraín            | Publicista y presentador de televisión.                            | 1-8        | Sí         |            |            |
| Paulo Egenau               | Psicólogo y director social del Hogar de Cristo.                   | 1-8        |            |            |            |
| José Maza                  | Astrónomo y astrofísico, premio Nacional de Ciencias Exactas 1999. | 1-8        |            |            |            |
| Begoña Basauri             | Actriz.                                                            | 1-8        |            |            |            |
| Alejandra Mustakis         | Diseñadora industrial.                                             | 1-8        |            |            |            |
| Tomás González             | Gimnasta.                                                          | 1-8        |            |            |            |
| Mary Rose McGill           | Socialité y gestora cultural.                                      | 1-6        |            |            |            |
| Checho Hirane              | Humorista y locutor de radio.                                      | 7-8        |            |            |            |
| Lucía López                | Periodista.                                                        | 9-10       |            |            |            |
| Eric Goles                 | Físico, premio Nacional de Ciencias Exactas 1993                   | 9-10       |            |            |            |
| Pedro Ruminot              | Actor y comediante.                                                | 9-10       |            |            |            |
| Jorge Errázuriz            | Economista y empresario.                                           | 9-10       |            |            |            |
| Rosita Parsons             | Exmodelo.                                                          | 9-10       |            |            |            |
| Felipe Izquierdo           | Actor y comediante.                                                | 9-10       |            |            |            |
| José Andrés Murillo        | Doctor en filosofía.                                               | 9-10       |            |            |            |
| Jennifer Warner            | Periodista y presentadora de televisión.                           | 9-10       |            |            |            |
| Valeria Ortega             | Periodista.                                                        |            | Sí         |            |            |
| Pablo Mackenna             | Escritor y presentador de televisión.                              |            | Sí         | Sí         |            |
| Roberto Artiagoitia        | Locutor de radio, guionista y actor.                               |            | Sí         | Sí         |            |
| Rayén Araya                | Periodista.                                                        |            | Sí         |            |            |
| Ignacio Franzani           | Periodista.                                                        |            | Sí         |            |            |
| Eli de Caso                | Presentadora de televisión y locutora de radio.                    |            | Sí         |            |            |
| Chiqui Aguayo              | Actriz y comediante.                                               |            | 17         |            |            |
| Sergio Marabolí            | Director del diario La Cuarta.                                     |            | 17         |            |            |
| Paulina de Allende-Salazar | Periodista.                                                        |            |            | Sí         |            |
| Ignacio Gutiérrez          | Periodista.                                                        |            |            | Sí         |            |
| Felipe Izquierdo           | Actor.                                                             |            |            | Sí         |            |
| Iván Núñez                 | Periodista y presentador de televisión.                            |            |            |            | Sí         |
| Constanza Santa María      | Periodista y presentadora de televisión.                           |            |            |            | Sí         |
| Matías del Río             | Periodista y presentador de televisión.                            |            |            |            | Sí         |
| Carla Zunino               | Periodista y presentadora de televisión.                           |            |            |            | Sí         |
| Nicolás Vial               | Periodista.                                                        |            |            |            | Sí         |
| Patricia Venegas           | Periodista.                                                        |            |            |            | Sí         |
| Andrés Vial                | Periodista.                                                        |            |            |            | Sí         |
| Pascale Fuentes            | Periodista.                                                        |            |            |            | Sí         |

A pesar de que estaba contemplada para participar en los ocho capítulos iniciales, Mary Rose McGill sufrió una caída en el capítulo del 30 de octubre  y solo estuvo presente al inicio del programa, siendo derivada a un centro de salud. Por ello, fue reemplazada en los episodios del 31 de octubre y el 1 de noviembre por el comediante y locutor Checho Hirane.

## Capítulos

### Primera temporada
En su primera etapa, el programa se emitió los días domingo, lunes, martes y miércoles de dos semanas consecutivas, a las 22:30 horas.
| #              | Día                    | Invitado(a)            | Profesión                                              | Ref            |
| Primera vuelta | Primera vuelta         | Primera vuelta         | Primera vuelta                                         | Primera vuelta |
| -------------- | ---------------------- | ---------------------- | ------------------------------------------------------ | -------------- |
| 1              | 22 de octubre de 2017  | José Antonio Kast      | Candidato presidencial independiente                   | [ 10 ]         |
| 2              | 23 de octubre de 2017  | Marco Enríquez-Ominami | Candidato presidencial del Partido Progresista         | [ 11 ]         |
| 3              | 24 de octubre de 2017  | Alejandro Navarro      | Candidato presidencial de País                         | [ 12 ]         |
| 4              | 25 de octubre de 2017  | Alejandro Guillier     | Candidato presidencial de La Fuerza de la Mayoría      | [ 13 ]         |
| 5              | 29 de octubre de 2017  | Eduardo Artés          | Candidato presidencial de Unión Patriótica             |                |
| 6              | 30 de octubre de 2017  | Beatriz Sánchez        | Candidata presidencial del Frente Amplio               |                |
| 7              | 31 de octubre de 2017  | Carolina Goic          | Candidata presidencial del partido Demócrata Cristiano |                |
| 8              | 1 de noviembre de 2017 | Sebastián Piñera       | Candidato presidencial de Chile Vamos                  |                |
| Segunda vuelta |                        |                        |                                                        |                |
| 9              | 5 de diciembre de 2017 | Sebastián Piñera       | Candidato presidencial de Chile Vamos                  |                |
| 10             | 6 de diciembre de 2017 | Alejandro Guillier     | Candidato presidencial de La Fuerza de la Mayoría      |                |

### Segunda temporada
Comenzó en mayo de 2018, cambiando el formato político a uno más transversal, con rostros de la televisión, deportivos y políticos. El último programa de entrevistas se exhibió el 12 de diciembre de 2018. Una semana después, el 19 de diciembre, se realizó un capítulo resumen.
| #  | Día                      | Invitado(a)               | Profesión                  | Ref    |
| -- | ------------------------ | ------------------------- | -------------------------- | ------ |
| 1  | 24 de mayo de 2018       | Sebastián Piñera          | Político                   |        |
| 2  | 31 de mayo de 2018       | James Hamilton            | Médico                     |        |
| 3  | 7 de junio de 2018       | Francisca García-Huidobro | Presentadora               |        |
| 4  | 14 de junio de 2018      | Mauricio Pinilla          | Deportista                 |        |
| 5  | 21 de junio de 2018      | José Antonio Kast         | Político                   |        |
| 6  | 28 de junio de 2018      | Eva Gómez                 | Presentadora               |        |
| 7  | 5 de julio de 2018       | Ignacio Gutiérrez         | Periodista                 |        |
| 8  | 12 de julio de 2018      | Carlos Pinto              | Presentador                |        |
| 9  | 19 de julio de 2018      | Carmen Gloria Arroyo      | Abogada                    |        |
| 10 | 26 de julio de 2018      | Evelyn Matthei            | Alcaldesa de Providencia   |        |
| 11 | 2 de agosto de 2018      | Julio César Rodríguez     | Presentador                |        |
| 12 | 9 de agosto de 2018      | Daniel Jadue              | Alcalde de Recoleta        |        |
| 13 | 16 de agosto de 2018     | Jordi Castell             | Fotógrafo                  |        |
| 14 | 23 de agosto de 2018     | Francisco Saavedra        | Presentador                |        |
| 15 | 30 de agosto de 2018     | Joaquín Lavín             | Alcalde de Las Condes      |        |
| 16 | 6 de septiembre de 2018  | Carolina Rodríguez        | Deportista                 |        |
| 17 | 27 de septiembre de 2018 | Pamela Díaz               | Opinóloga                  |        |
| 18 | 3 de octubre de 2018     | Katherine Salosny         | Presentadora               | [ 14 ] |
| 19 | 10 de octubre de 2018    | Karla Rubilar             | Intendenta de Santiago     | [ 15 ] |
| 20 | 17 de octubre de 2018    | Raquel Argandoña          | Opinóloga                  | [ 16 ] |
| 21 | 24 de octubre de 2018    | Américo                   | Cantante                   | [ 17 ] |
| 22 | 31 de octubre de 2018    | Pamela Jiles              | Diputada                   | [ 18 ] |
| 23 | 7 de noviembre de 2018   | María Eugenia Larraín     | Modelo                     | [ 19 ] |
| 24 | 14 de noviembre de 2018  | Francisco Vidal           | Político                   |        |
| 25 | 21 de noviembre de 2018  | Alberto Plaza             | Cantante                   | [ 20 ] |
| 26 | 28 de noviembre de 2018  | María Luisa Godoy         | Presentadora               | [ 21 ] |
| 27 | 5 de diciembre de 2018   | Sebastián Piñera          | Presidente de la República | [ 22 ] |
| 28 | 12 de diciembre de 2018  | Sin invitado              | Sin invitado               |        |
| 29 | 19 de diciembre de 2018  | Resumen                   | Resumen                    |        |

### Tercera temporada
Comenzó en octubre de 2019, continuando el tono de la temporada anterior. Finalizó el 19 de diciembre del mismo año.
| # | Día                     | Invitado(a)       | Profesión   | Ref    |
| - | ----------------------- | ----------------- | ----------- | ------ |
| 1 | 3 de octubre de 2019    | Natalia Compagnon | Empresaria  | [ 23 ] |
| 2 | 10 de octubre de 2019   | Esteban Paredes   | Deportista  |        |
| 3 | 17 de octubre de 2019   | Luis Fonsi        | Cantante    |        |
| 4 | 21 de octubre de 2019   | Giorgio Jackson   | Diputado    |        |
| 5 | 28 de noviembre de 2019 | Andrés Allamand   | Senador     |        |
| 6 | 5 de diciembre de 2019  | Heraldo Muñoz     | Excanciller |        |
| 7 | 12 de diciembre de 2019 | Jaime Bellolio    | Diputado    |        |
| 8 | 19 de diciembre de 2019 | Pepe Auth         | Diputado    | [ 5 ]  |

### Cuarta temporada
| # | Día                    | Invitado          | Profesión                                      |
| - | ---------------------- | ----------------- | ---------------------------------------------- |
| 1 | 8 de diciembre de 2021 | Gabriel Boric     | Candidato presidencial de Apruebo Dignidad     |
| 2 | 9 de diciembre de 2021 | José Antonio Kast | Candidato presidencial del Partido Republicano |